# Fußball in Ecuador
Die Ursprünge des Fußballs in Ecuador liegen in der Hafenstadt Guayaquil, wo der „englische Sport“ bereits 1899 Einzug hielt. Die Fußballhochburgen des Landes sind die Hafenstadt Guayaquil und die in den Anden gelegene Hauptstadt Quito, aus denen fast alle bisherigen Landesmeister kamen. Lediglich die Meister der Jahre 2000 (CD Olmedo) und 2004 (Deportivo Cuenca) sind in einer anderen Region des Landes beheimatet.

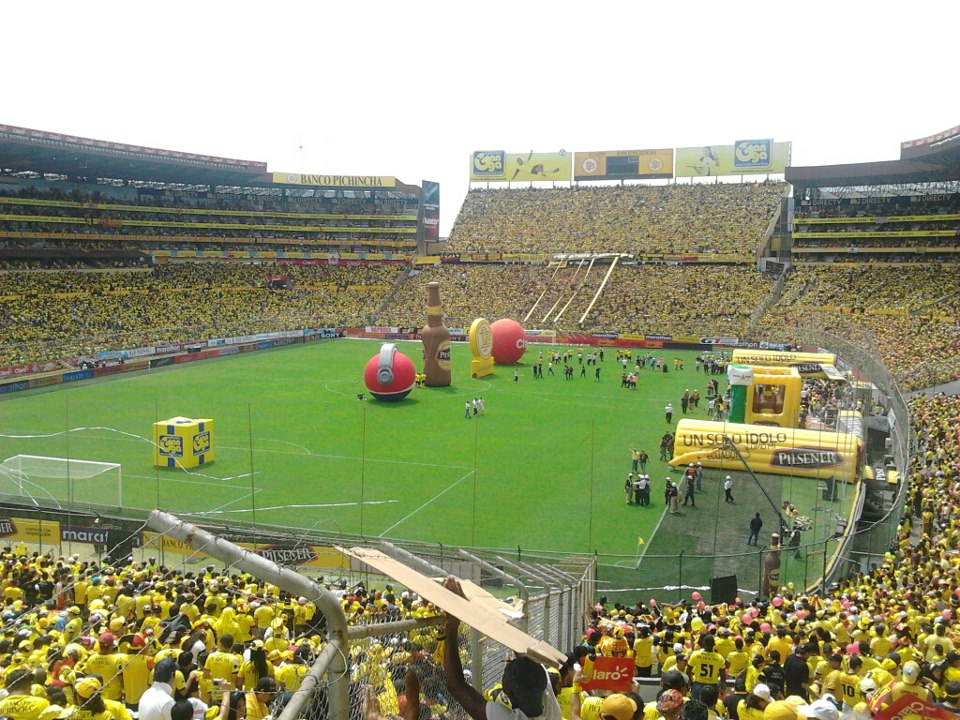
Volles Stadion beim Barcelona SC Guayaquil, dem mit rund 100.000 Mitgliedern größten Verein Ecuadors.

## Geschichte
Als die Brüder Juan Alfredo Wright und Roberto Wright von ihrem Studium in England in ihre Geburtsstadt Guayaquil zurückkehrten, brachten sie auch den Fußball mit und gründeten am 23. April 1899 gemeinsam mit einigen Freunden und Bekannten den Guayaquil Sport Club.
1922 wurden die ersten regionalen Meisterschaften in den Provinzen Guayas (deren Hauptstadt Guayaquil ist) und Pichincha (in der sich die Landeshauptstadt Quito befindet) eingeführt. Diese anfangs auf Amateurbasis betriebenen Turniere wurden 1951 in der Region um Guayaquil und 1954 in der Hauptstadtregion professionalisiert. 
1957 spielten erstmals in der Geschichte des ecuadorianischen Fußballs die beiden bestplatzierten Mannschaften beider Regionen einen landesweiten Meister auf Vereinsebene aus. Erster Meister wurde der CS Emelec vor seinem Erzrivalen Barcelona SC Guayaquil, die die beiden Vertreter aus der Hauptstadt hinter sich ließen.
Die nächste landesweite Meisterschaft wurde 1960 ausgetragen, wobei diesmal jeweils vier Mannschaften aus beiden Regionen teilnahmen und sich wieder die besten Mannschaften aus Guayaquil durchsetzen konnten. Diesmal gewann Barcelona vor Emelec und Deportivo Quito als bester Hauptstadtverein landete nur auf dem vierten Platz. Von nun an wurde die landesweite Meisterschaft jährlich ausgetragen und die Regionalturniere nach ihrer letzten Austragung 1967 eingestellt. 
Rekordmeister ist (Stand Saisonende 2015) der Barcelona SC Guayaquil mit 14 Titeln vor dem Stadtrivalen CS Emelec und dem erst 1964 gegründeten CD El Nacional, die jeweils 13 Mal erfolgreich waren. Der dem ecuadorianischen Militär angegliederte CD El Nacional ist zwar der erfolgreichste Verein aus Quito, verfügt in der Hauptstadt aber keineswegs über die größte Gefolgschaft. Lediglich in sportlicher Hinsicht gilt die Begegnung zwischen dem CD El Nacional und dem zehnfachen Meister LDU Quito als das größte Derby in der Hauptstadt. Weit bedeutsamer sind hingegen die Derbys zwischen LDU und dem fünffachen Meister Deportivo Quito sowie der SD Aucas, die zwar noch nie Meister werden konnte, aber – im Gegensatz zum Armeesportverein – über eine zahlenmäßig große und leidenschaftliche Anhängerschaft verfügt. Daher gilt als das größte Stadtderby von Quito noch immer die Begegnung zwischen Aucas und LDU, während der Clásico del Astillero, die Begegnung zwischen Barcelona und Emelec als das wichtigste Derby sowohl von Guayaquil als auch von Ecuador gilt.

## Internationale Wettbewerbe

### Vereine
Als einziger ecuadorianischer Verein war LDU Quito auf internationaler Ebene erfolgreich, als man 2008 die Copa Libertadores und im darauffolgenden Jahr sowohl die Copa Sudamericana als auch die Recopa Sudamericana gewann. Dagegen erreichten die beiden großen Vereine aus Guayaquil lediglich die Finalspiele: der Barcelona SC Guayaquil zweimal in der Copa Libertadores (1990 mit 0:2 und 1:1 gegen den Club Olimpia und 1998 mit 0:2 und 1:2 gegen den CR Vasco da Gama unterlegen) und der CS Emelec 2001 in der letzten Austragung der Copa Merconorte (im Elfmeterschießen gegen den CD Los Millonarios verloren). Der national erfolgreichere Stadtrivale CD El Nacional erreichte lediglich einmal das Halbfinale um die Copa Libertadores 1985, wo er gegen América de Cali scheiterte.

### Nationalmannschaft
Die größten Erfolge der ecuadorianischen Nationalmannschaft bei der Copa América waren zwei vierte Plätze in den Jahren 1959 und 1993. Die erste Teilnahme an einer Fußball-Weltmeisterschaft gelang 2002, als man sich ebenso nach der Vorrunde verabschieden musste wie bei der dritten Teilnahme 2014. Lediglich bei der in Deutschland ausgetragenen Fußball-Weltmeisterschaft 2006 überstand Ecuador die Vorrunde und scheiterte im Achtelfinale durch ein Freistoßtor von David Beckham mit 0:1 gegen England. 